# Chrysantencicade
De chrysantencicade (Eupteryx atropunctata) is een cicade behorend tot de familie Cicadellidae. Hij komt over het algemeen voor op droge, zonnige en kruidenrijke terreintjes.

## Kenmerken
Volwassen exemplaren hebben een lengte van 3,4 tot 3,8 mm. Ze hebben een gele basiskleur met een zwart vlekkenpatroon. De vertex heeft twee opvallende zwarte vlekken. De voorrand van het pronotum is voorzien van twee zwarte vlekken. De voorrand van het scutellum heeft twee grote zwarte driehoeken.

## Levenswijze
De volwassenen komen voor van mei tot oktober. Ze overwinteren als ei. Ze komen voor op verschillende kruidachtige planten, vaak op de kaasjeskruidfamilie, op aardappelen en op salie.

## Verspreiding
De chrysantencicade komt voor in Europa en Noord-Amerika.